# Cloud Master
Cloud Master is een computerspel dat werd ontwikkeld door Taito Corporation en uitgebracht door Hot-B. Het spel kwam in 1988 uit voor de MSX. Hierna volgden ports voor andere platformen.
De speler speelt een klein mannetje dat op een wolk zweeft. De bedoeling is om slechteriken met kleine ballen te bekogelen. Onderweg kunnen diverse power-ups verzameld worden waarmee de uitrusting verbeterd kan worden. Elk level bevat een kleine baas halverwege en een eindbaas aan het einde.

## Platformen
| Jaar | Platform                        |
| ---- | ------------------------------- |
| 1988 | MSX                             |
| 1989 | Arcade, NES, SEGA Master System |
| 1991 | Sharp X68000                    |

## Ontvangst
| Beoordeeld door                       | Platform           | Datum            | Score |
| ------------------------------------- | ------------------ | ---------------- | ----- |
| ACE (Advanced Computer Entertainment) | SEGA Master System | november 1989    | 84%   |
| Le Geek                               | SEGA Master System | januari 2008     | 70%   |
| Game Freaks 365                       | SEGA Master System | 11 november 2006 | 65%   |
| Jeuxvideo.com                         | SEGA Master System | 18 oktober 2012  | 65%   |
| 1UP!                                  | SEGA Master System | 15 mei 2004      | 52%   |
| HonestGamers                          | SEGA Master System | 12 juli 2011     | 50%   |
| Power Play                            | SEGA Master System | november 1989    | 46%   |
| Video Game Den                        | NES                | 2010             | 40%   |
| The Games Machine (GB)                | SEGA Master System | januari 1990     | 20%   |